# EXeem

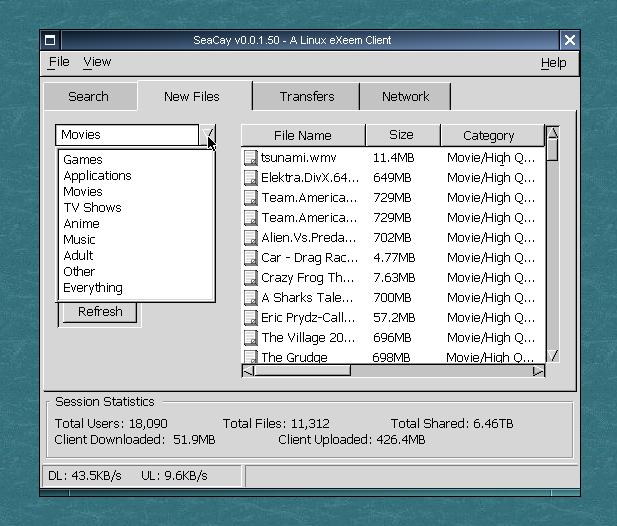
Seacay, o cliente não-oficial para Linux do eXeem.

O eXeem foi um programa de computador de peer-to-peer que permitia localizar e fazer download de arquivos através do sistema BitTorrent. Com ele era possível, por meio de uma pesquisa por palavras, localizar e baixar jogos, programas, filmes, programas de televisão, anime, músicas e muito mais. O programa foi criado com o objetivo de substituir a necessidade de rastreadores centralizados, entretanto tal objetivo nunca foi plenamente atingido, e os servidores foram desativados perto do final de 2005.
O eXeem foi escrito em C++, e usava a biblioteca de código aberto libtorrent para gerir o sistema BitTorrent.